# Salvatore De Giorgi
Salvatore De Giorgi, né le 6 septembre 1930 à Vernole, dans la province de Lecce, dans la région des Pouilles en Italie, est un cardinal italien de l'Église catholique romaine, archevêque émérite de Palerme depuis 2006.

## Biographie

### Prêtre
Salvatore De Giorgi est ordonné prêtre le 28 juin 1953 pour le diocèse de Lecce en Italie.
Après avoir été pendant cinq ans auprès de son évêque comme secrétaire, il exerce son ministère sacerdotal en paroisse tout en dirigeant le bureau diocésain de la pastorale.

### Évêque
Nommé évêque titulaire de Tulana (de) et évêque auxiliaire d'Oria en Italie le 21 novembre 1973, il a été consacré le 27 décembre. Il devient évêque coadjuteur le 29 novembre 1975, puis évêque de ce même diocèse le 17 mars 1978.
Le 4 avril 1981, il est nommé archevêque de Foggia, évêque de Bovino et évêque de Troia.
Le 10 octobre 1987, il devient archevêque de Tarente. Il quitte cette charge en 1990 pour devenir assistant général de l'Action catholique. Le 4 avril 1996 il est nommé archevêque de Palerme, où il succède au cardinal Salvatore Pappalardo. Il s'est retiré de cette charge le 19 décembre 2006 pour raison d'âge.
En 1996, il a été élu président de la région ecclésiastique de Sicile.

### Cardinal
Il est créé cardinal par Jean-Paul II lors du consistoire du 21 février 1998 avec le titre de cardinal-prêtre de Santa Maria in Ara Coeli.
Au sein de la Curie romaine, il est membre de la Congrégation pour le clergé, de la Congrégation pour le culte divin et la discipline des sacrements, de la Congrégation des évêques, du Conseil pontifical pour les laïcs et du Conseil pontifical pour la famille.
Il participe au conclave de 2005 qui voit l'élection de Benoît XVI.
Il atteint les quatre-vingts ans le 6 septembre 2010, ce qui l'empêche de prendre part aux votes des conclaves de 2013 (élection de François) et de 2025 (élection de Léon XIV).